# سیلورادو (فیلم)
سیلورادو (به انگلیسی: Silverado) فیلمی محصول سال ۱۹۸۵ و به کارگردانی لارنس کاسدان است. در این فیلم بازیگرانی همچون کوین کلاین، اسکات گلن، روزانا آرکت، جان کلیز، کوین کاستنر، برایان دنهی، دنی گلاور، جف گلدبلوم، لیندا هانت، جو سنکا، ری بیکر، توماس ویلسون براون، جفری‌دیوید فاهی، لین ویتفیلد، آماندا ویس، ریچارد جنکینز، بریون جیمز، جیمز گامون، ارل هیندمن، پپه سرنا، شب وولی ایفای نقش کرده‌اند.